# Belgische militaire begraafplaats van Houthulst

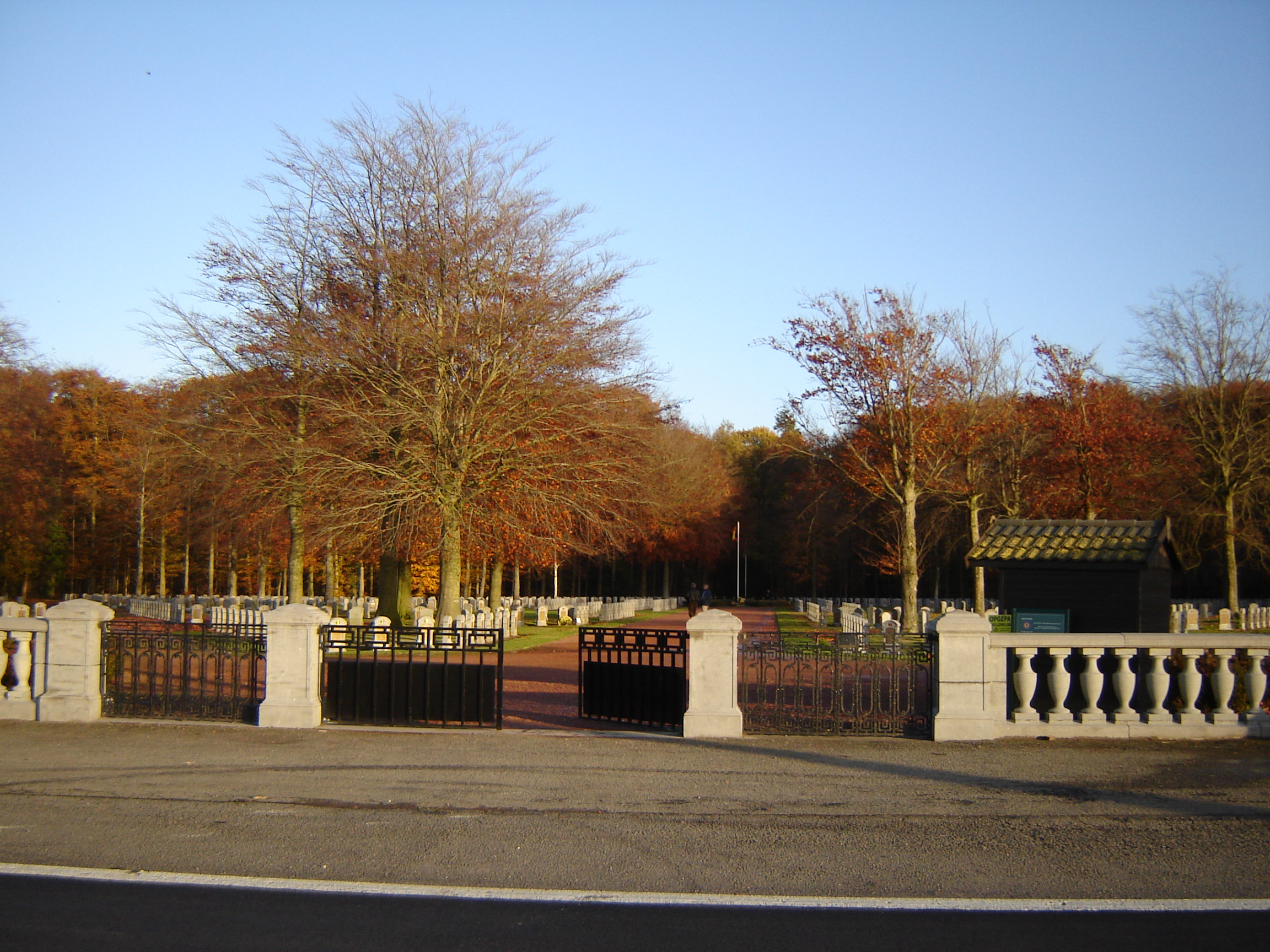
De Belgische Militaire Begraafplaats in Houthulst

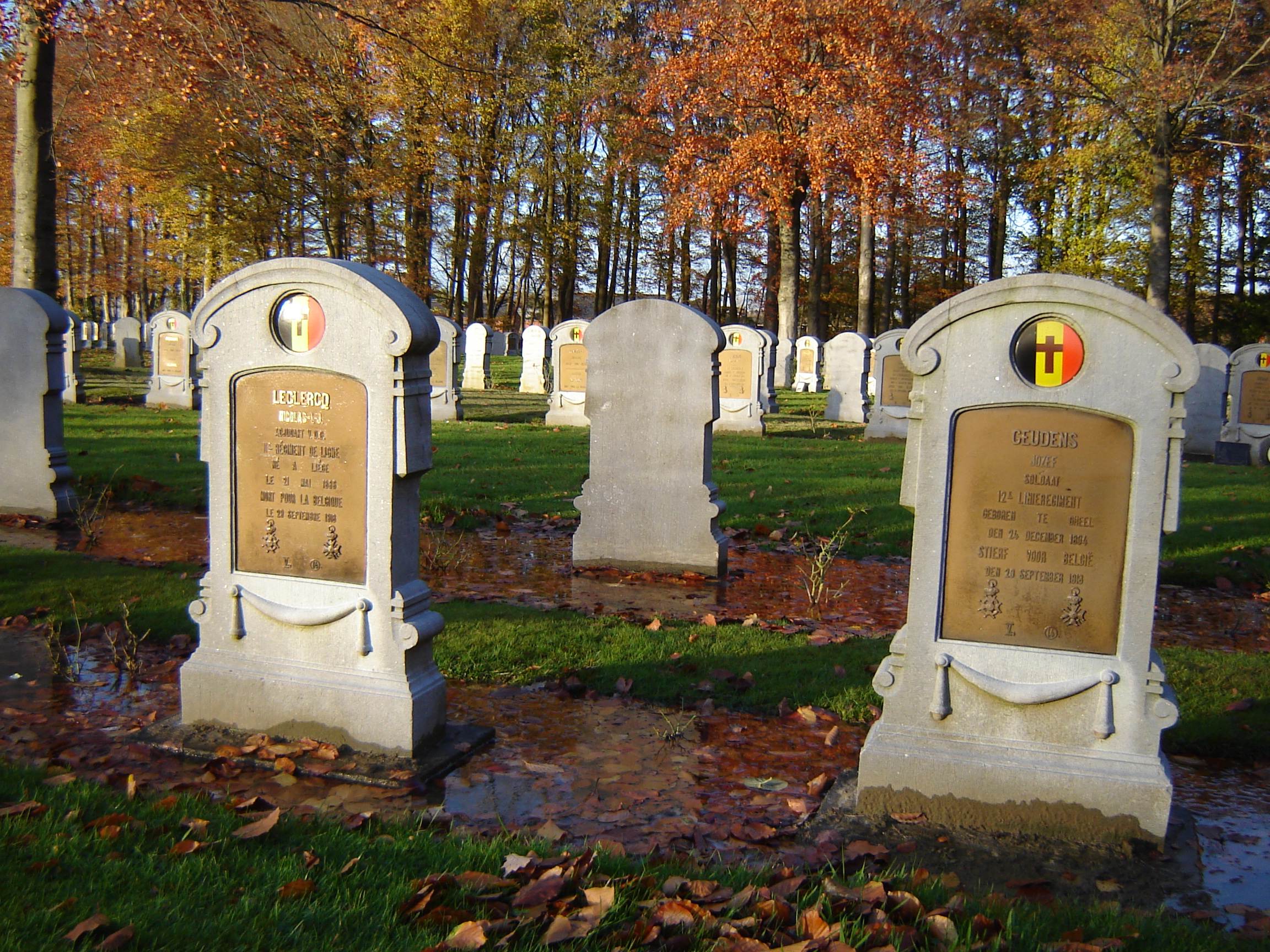
Belgische grafstenen

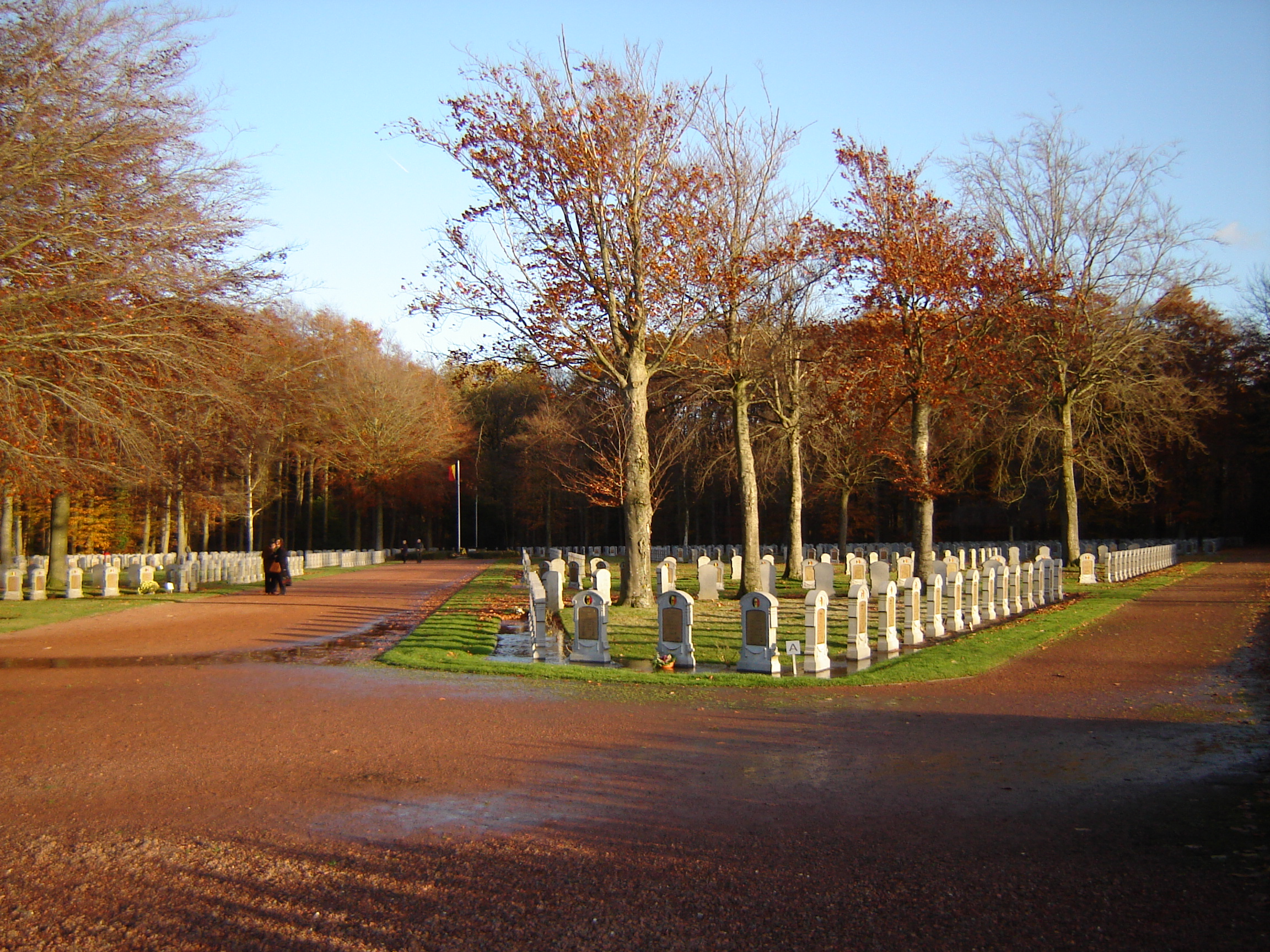
Militaire Begraafplaats met Belgische vlag

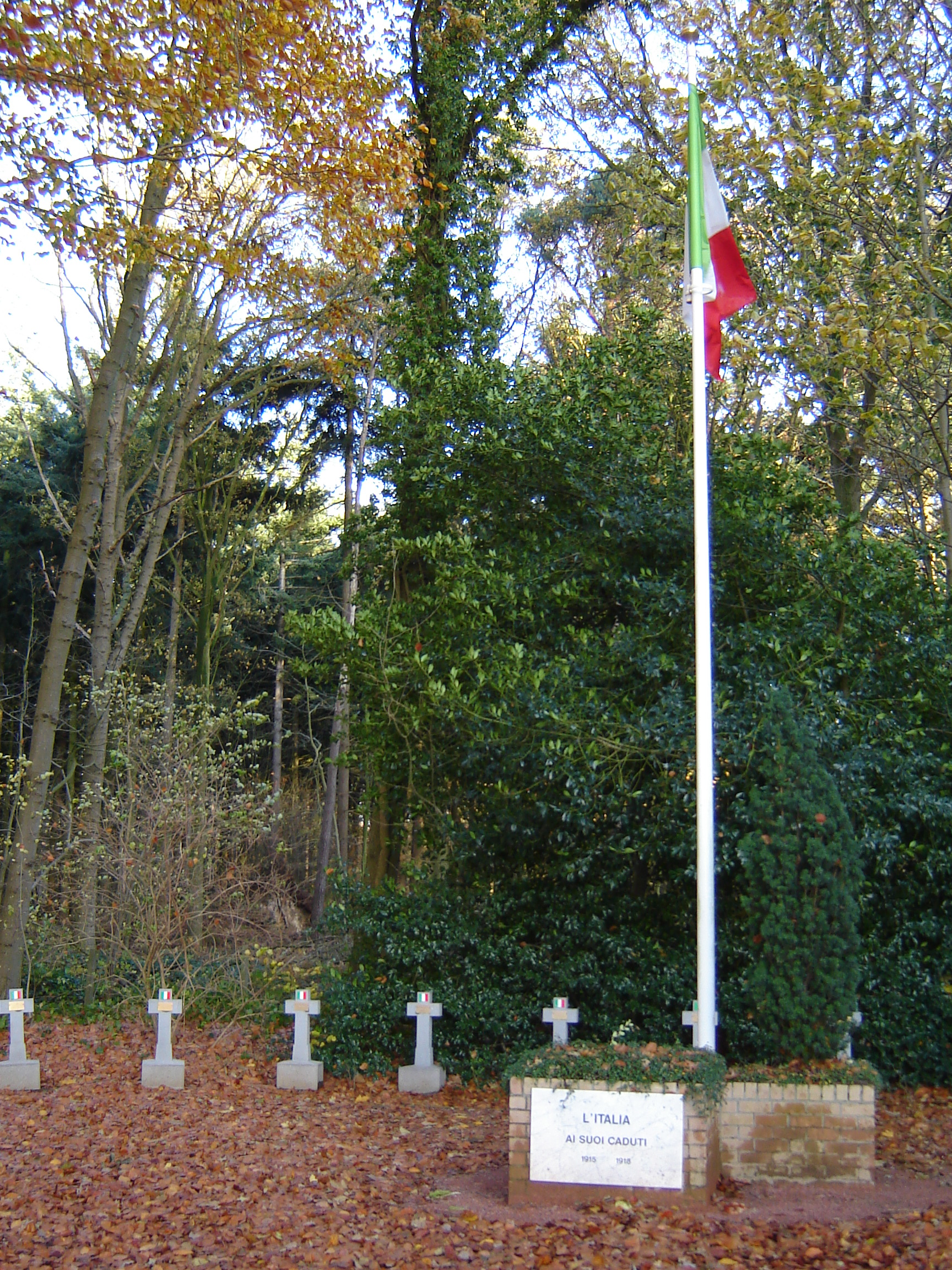
Italiaanse vlag en Italiaanse kruisjes

De Belgische militaire begraafplaats van Houthulst is een militaire begraafplaats net ten zuiden van het dorpscentrum van het Belgisch dorp Houthulst, bij het Vrijbos. De begraafplaats werd in 1924-1925 opgericht. Ze telt in totaal 1907 graven waarvan 1823 Belgische graf- en gedenktekens.
De begraafplaats is in stervorm aangelegd en is 5,24 ha groot. Ze is sinds 28 juli 2008 geklasseerd als beschermd monument
De meeste soldaten sneuvelden in de Eerste Wereldoorlog tijdens het eindoffensief van 28 september 1918, waarbij het bos van Houthulst op de Duitsers heroverd werd. Er zijn tevens 81 Italiaanse grafkruisen terug te vinden. Het betreffen krijgsgevangen die onder andere als sjouwer aan de slag waren in de havens van Roeselare en Izegem. Tijdens het eindoffensief werden deze Italianen als levend schild gebruikt. De site staat sinds 2023 op de Unesco-Werelderfgoedlijst als onderdeel van inschrijving Begraafplaatsen en herdenkingssites van de Eerste Wereldoorlog (Westelijk Front).

## Het eindoffensief
De Belgische militaire begraafplaats van Houthulst ligt op de plaats waar de veldslag van 28 september 1918 plaats had. Slechts een aantal weken van de Wapenstilstand van 11 november verwijderd, begon in Houthulst het bevrijdingsoffensief op 28 september 1918. Het was een helse dag met gutsende regen. Het terrein was herschapen tot een modderpoel met overal prikkeldraad, obusputten, stukgeschoten bomen en Duitse bunkers en mitrailleursnesten waaraan de soldaten met boeien gekluisterd waren.
De leiding van het offensief was in handen van Koning Albert I voor de legergroep Vlaanderen, generaal Degoutte voor het 6e Franse leger, generaal Plummer voor het 2e Engelse leger. Maarschalk Foch had de algemene leiding.
Om 2u30 werden bombardementen door Engelse, Franse en Belgische artillerie over de gehele breedte van het IJzerfront uitgevoerd. Om 5u30 startte de aanval door het 7e infanterie regiment: "bajonette au canon". Tussen 7 uur en 8 uur werden de eerste twee versterkte linies van de Duitsers (de Frankische en Pruisische stellingen) ingenomen. Om 11 uur werd de derde stelling (Bayernstelling) ingenomen.
Na deze eerste dag werd 8 kilometer terreinwinst geboekt door de geallieerden. Vele soldaten vochten dagenlang zonder mondvoorraad doordat de keuken onmogelijk de aanval kon volgen in dit omgeploegde terrein. Vele soldaten verdronken of sneuvelden.
Er wordt ook verteld dat hier talrijke Vlamingen liggen die moedwillig in het moorddadig vuur werden gezonden, om te boeten voor wapenbroeders die naar de vijand waren overgelopen.
In 1923 begon de aanleg van de militaire begraafplaats op het oorspronkelijke slagveld, dat was het einde van de ontmijning en het begin van de herbebossing. De Belgische soldaten die tijdens het eindoffensief sneuvelden, kregen hier een laatste rustplaats.

## Italianen
Op 4 mei 1915 trad Italië uit de Triple Alliantie met Oostenrijk en Duitsland en koos dus de zijde van de geallieerden (Frankrijk, Groot-Brittannië en Rusland). Op 7 juli 1915 viel Italië Oostenrijk aan. Er werden Italiaanse soldaten gevangengenomen. Zij werden dan gebruikt als dwangarbeiders in het Duits-Oostenrijks leger. In het bos van Houthulst moesten ze de munitie voor de Duitsers op smalspoorwagonnetjes door het bos slepen. Diverse van deze gevangenen stierven door beschietingen of ziekte. Oorspronkelijk lagen ze begraven op Duitse begraafplaatsen, maar ze werden na de oorlog overgeplaatst naar Houthulst. Ze liggen begraven achteraan het Belgisch militair kerkhof van Houthulst (81 graven).